# Nordstrand (gmina)
Nordstrand (fryz. Noordströön) – gmina uzdrowiskowa w Niemczech w kraju związkowym Szlezwik-Holsztyn, w powiecie Nordfriesland, wchodzi w skład urzędu Nordsee-Treene.